# Bâltanele (okręg Mehedinți)
Bâltanele – wieś w Rumunii, w okręgu Mehedinți, w gminie Greci. W 2011 roku liczyła 407 mieszkańców.